# María Elena Gertner
María Elena Gertner Honorato (Iquique, Región de Tarapacá; 25 de abril de 1926-Isla Negra, Región de Valparaíso; 25 de enero de 2013) fue una actriz, escritora y guionista de televisión chilena.

## Biografía
Nace en Iquique, Chile el día 25 de abril de 1926. Sus padres fueron Alfredo Gertner Fernández y Elena Herminia Amadora Honorato Maquieira. 
Con su poemario Homenaje al miedo (1950), dio inicio a su labor literaria, mayoritariamente llevada a cabo en aquel decenio. De esta forma, Gertner fue clasificada dentro de la «generación de 1950» —también llamada «generación de 1957»—, donde su novela Islas en la ciudad es considerada una de las seis obras claves de ella. Entre sus tempranas creaciones, también destacaron las obras teatrales La mujer que trajo la lluvia y La rosa perdida. En 1964, ganó el Premio Cray gracias a su cuento El invencible sueño del coronel.
Por otra parte, comenzó su carrera de actuación en 1952, cuando fue integrante del Teatro Experimental de la Universidad de Chile. Más tarde, participó en el Teatro de Arte del Ministerio de Educación y en los teatros de cámara, exponiendo en calidad de actriz y directora escénica sus relatos teatrales anteriormente señalados. También actuó en la película Voto + fusil (1971) de Helvio Soto.
Escribió varias telenovelas en Televisión Nacional de Chile. Una de las más controvertidas fue La dama del balcón (1986), donde se incluyeron varios personajes nazis y se aludió al III Reich, así como también a experimentos genéticos. Debido a esto, la telenovela sufrió la censura de la DINACOS, organismo establecido durante la dictadura militar.
Fallece en Isla Negra, Chile  el día 25 de enero de 2013.

## Obra
Respecto a la novela Islas en la ciudad, la poetisa Marietta Morales Rodríguez, en la Revista Cinosargo, la describe de la siguiente manera: «el personaje principal es la ciudad. Un Santiago que convierte a las personas en islas y que representa la incomunicación de los conflictos».
Cronología de publicaciones
| Año  | Título                          |
| 1950 | Homenaje al miedo - poemas      |
| 1954 | Niñita                          |
| 1958 | Islas en la ciudad              |
| 1959 | Un juego de salón               |
| 1963 | Páramo salvaje                  |
| 1963 | El invencible sueño del coronel |
| 1965 | Después del desierto            |
| 1965 | La derrota                      |
| 1967 | La mujer de sal                 |

Telenovelas
| Año  | Título                                                    |
| 1975 | J.J. Juez - intérprete                                    |
| 1975 | La pérgola de la flores (teleteatro chileno) - intérprete |
| 1981 | La Madrastra - intérprete                                 |
| 1982 | De cara al mañana - guion                                 |
| 1983 | El juego de la vida (telenovela chilena) - guion          |
| 1985 | Morir de amor (telenovela) - guion                        |
| 1986 | La dama del balcón - guion                                |
| 1987 | Mi nombre es Lara - intérprete                            |
| 1988 | Bellas y audaces - intérprete                             |
| 1988 | Las dos caras del amor - intérprete                       |
| 1990 | El milagro de vivir - guion                               |

Cine
| Año  | Título                                                      |
| 1949 | La cadena infinita - largometraje - intérprete              |
| 1954 | Confesión al amanecer - largometraje - guionista            |
| 1971 | Voto + fusil - largometraje - intérprete                    |
| 1975 | La pérgola de las flores - largometraje para TV- intérprete |

Teatro
| Año  | Título                       |
| 1951 | La mujer que trajo la lluvia |
| 1952 | La rosa perdida              |